# Boys for Pele
Boys for Pele è il terzo album in studio della cantautrice rock statunitense Tori Amos.
Preceduto dal singolo Caught a Lite Sneeze, l'album è stato pubblicato il 22 gennaio 1996 nel Regno Unito e il 23 gennaio negli Stati Uniti. Boys for Pele ha debuttato alla posizione numero 2 sia nella classifica Billboard 200 che nella Top 40 nel Regno Unito.
Dal disco vengono tratti cinque singoli: Caught A Lite Sneeze, Talula, Professional Widow, Hey Jupiter e In the Springtime of His Voodoo.
Tutti i brani dell'album sono opera di Tori Amos che, per la prima volta nella sua carriera, è stata anche la produttrice.
In quest'album Tori Amos torna a parlare di religione (come aveva già fatto sporadicamente in Little Earthquakes e in Under the Pink) ma questa volta il suo punto di vista assume un taglio particolarmente femminista.
Il titolo dell'album deriva dalla dea hawaiana del fuoco, Pele.

## Tracce
Tutte le tracce sono scritte da Tori Amos.
1. Beauty Queen/ Horses
2. Blood Roses
3. Father Lucifer
4. Professional Widow
5. Mr. Zebra
6. Marianne
7. Caught a Lite Sneeze
8. Muhammad My Friend
9. Hey Jupiter
10. Way Down
11. Little Amsterdam
12. Talula
13. Not the Red Baron
14. Agent Orange
15. Doughnut Song
16. In the Springtime of His Voodoo
17. Putting the Damage On
18. Twinkle